# احمد چاکایف
احمد چاکایف (به روسی: Ахмед Османович Чакаев؛ متولد ۲۱ مارس ۱۹۸۸) کشتی‌گیر آزادکار تیم ملی روسیه  است. وی برنده مدال برنز قهرمانی جهان ۲۰۱۶ بوداپست در وزن 61 کیلوگرم شده‌است.

## مسابقات قهرمانی کشتی جهان ۲۰۱۸
چاکایف در وزن ۶۵ کیلوگرم کشتی آزاد مسابقات قهرمانی کشتی جهان ۲۰۱۸ بوداپست حاضر بود که در مسابقه های اول تا سوم لوگان استیبر از آمریکا، سراج‌الدین حسنوف از ازبکستان و ولادیمر خینچگاشویلی از گرجستان را شکست داد اما در نیمه نهایی به تاکوتو اوتوگورو از ژاپن باخت و به دیدار رده‌بندی رفت. وی در دیدار رده‌بندی جورج بوکور از رومانی را شکست داد و مدال برنز وزن ۶۵ کیلوگرم را بدست آورد.